# Суђење „Омладини”
Суђење „Омладини” је судски процес члановима организације „Омладина”, радикалном крилу чешке омладинске организације „Млади Чеси”. Процес је одржан 1894. године у Прагу. Под изговором да се процес води против чешког анархизма и анархосиндикализма, осуђено је 68 чешких националиста за радикалне активности.

## Појава чешког радикализма
Од европских револуција 1848. године, Централна Европа је постала преплављена свеобухватним просветитељским идеалима. У Аустроугарској, односно некадашњој Хабзбуршкој Монархији, бохемски побуњеници и њихови сарадници почели су обелодањивати и представљати много различитих политичких партије изразито мултиетничког опредељења са наглашеном просветитељском филозофијом. Оно што је постало панславенски покрет произишло је из идеологије француске револуције 1789. године.
До 1871. године у Србији је почео у развој средње класе, који је био успорен слабом економијом, као и великим порастом градског становништва. Ова нова буржоазија заговарала је либералну идеологију коју је аустријскоугарска царска контрола сматрала револуционарном. Поред тога, почело је да се уздиже и до тада спутавано сеоско становништво са дна српске хијерархије, а филозофије либерализма, романтизма и радикализма узбуркале су умове амбициозне омладине. Идеологије силе и рата постале су механизми помоћу којих су Срби и друге мањине веровали да се могу ослободити терета економских неповезаности и политичке репресије.
Један од људи који су допринели овом покрету и водили ка суђења против Омладине био је српски  српски публициста, филозоф и политички активиста Светозар Марковић (1846–1875). Као млади, харизматични вођа тада растућих радикала, заузео је централно место у интелектуалним, економским и политичким променама које ће уследити у наредним деценијама. Он је позвао организацију радикалне партије да води „борбу против свега што је застарело - борба младе генерације против старог”.
Многи будући социјалдемократи и напредњаци придружили су се овом покрету. Међу њима је био и Јан Неруда који је, као гласноговорник организације „Млади Чеси”, у покрет унео своје радикалистичке идеје, настале током његовог дана рада у Народном листу (чешки: Národní listy), успешном, прогресивном листу који је излазио средином 19. века.

## „Омладина и њен развој
Како је бохемски (чешки) радикализам достигао врхунац, многи су се у централноевропском региону приклонили тој растућој идеологији која је настојала све грађане прогресивно уградити у политичко окружење. Странка „Млади Чеси”, формирана 1874. године, а позната и као Национално либерална странка, заговарала је универзално бирачко право и позвала на усвајање грађанских слобода. Под политичким окриљем ове организације, као илегална радикалнија група, крајем 1870-их у индустријском граду Кладно настала је организација „Омладина”. Користећи периодичне и реформистичке новине, образовани либерали и радикали средње класе обзнанили су своју подршку сувереном парламенту, слободи штампе и окупљања и енергично позивали на заштиту радника. Сарадња између студената и радника у покрету достигла је до тада невиђен ниво, а прогресивни часописи попут Omladina, Rozhledy и Javnost почели су да позивају раднике на реформу. Због тога су влада и њој блиски црквени кругови „Омладину” и сличне реформистичке групе сматрали илегалним, хапсили демонстранте и уреднике часописа, па чак и студенте који су поседовали прогресивну литературу. Расправе су експлодирале широм земље, а чешки социјалисти и напредњаци исказали су свој гнев и незадовољство кроз расправу и политичка друштва. Догађаји из 1871. године, попут Париске комуне и демонстрације политичког активизма припремили су Хабсбуршку монархију за сличне догађаје у њиховој земљи.

## Суђења
Национално либерална странка почела је развијати малу подршку у аустроугарском парламенту и странка „Млади Чеси” добила је прилику за гласно противљење. И у бохемском представничком дому „Млади Чеси” су остварили драматичан успех победивши ривале са 11 места. Њихови чести протести привукли су пажњу Аустроугарске владе. Због свог односа према радницима почели су агресивно да траже универзална бирачка права, знајући да ће такво законодавство или промене донети промене хиљадама присталица, укључујући и радничку класу. Посланици попут Алојза Рашина (чешки: Alois Rašín) из Напредњачког покрета, Антонина Хајна и Јана Славика, постигли су договор и 17. марта 1893. Славик је парламенту представио универзални предлог закона. Предлог је одбијен и уследили су бројни протести. Два месеца касније, 15. маја, на Дан светог Јована, група студената намакла је велику омчу око царског споменика, а 18. јуна на демонстрацијама се окупило 30.000 људи. Промене у влади услед политичке неефикасности довеле су до новог политичког режима, на челу са принцом Алфредом Виндишгрецом. Његов тврдокорни приступ и новоформирани Царски савет (доњи дом цислајтанског парламента) гласао је 185 до 73 за увођење ванредног стања у Бохемији и гувернер га је прогласио. Кап која је прелила чашу догодила се 23. децембра 1893. када је убијен полицијски доушник Рудолф Мрва, а за убиство је оптужена „Омладина”. Добивши тиме дозволу за прогон, влада је ухапсила 76 припадника ове организације, сви старости од 17 до 22 године, а за само убиство оптужила два члана „Омладине” који су припадали радничкој класи. Иако су чешка штампа и радикалне групе брзо демантовали умешаност „Омладине”, влада је наставила притисак. Суђење је почело 15. јануара 1894. у затвореном војном суду. Оптужбе су се кретале од завере, преко издаје и јавног нереда, до револуционарних активности. Истакнути напредњаци, као што су др. Алојз Рашин и Јозеф Шкаба, били су међу затвореницима. Шест оптужених за случај убиства добило је по десет година, а још 62 окривљена добили су мање затворске казне које су укупно износиле 90 година затвора.

## Последице Процеса
„Млади Чеси” почели су да се раздвајају од главне странке и радикалистичке акције су утихнуле на неко време. Национално либерална странка била је забрањена на локалној скупштини, а многе новине су цензурисане. Новине Народни Листи, Јавност и Омладина суочили су се са оштрим владиним ограничењима. Влада је појачала ионако већ оштре мере против мањине и напредњачки покрет је на тренутак заустављен.
Дугорочни ефекти били су све веће разочарење становништва и њихово одбацивање више класе и ауторитета Хабсбуршке династије. Либерали су се претворили у радикале и под њиховим вођством осећај незадовољства и бунта су се проширили по целом царству, запаливши тако фитиљ „балканског бурета барута“, тако често помињаног у историји Првог светског рата. Чешки радикализам је често угрожавало политичку стабилност Аустроугарске. С једне стране, Чеси су изашли из ових суђења и његових последица са политичком структуром која је укључивала разне странке са сложеном инфраструктуром неопходном у модерном политичком друштву. Међутим, њихов националистички жар често је пригушивао њихову спремност на компромисе, штетећи аустроугарској и средњоевропској стабилности, што је кулминирало избијањем рата. Историчар Брус Гарвер овако објашњава последице Суђења „Омладини”:
"Иако је млади чешки радикализам дискредитован, формирана је нова радикална генерација која је представљала већу опасност за Хабсбурговце, јер је тежила успостављању истински народних политичких странака које имају за циљ социјалне, али и политичке реформе".
Чешки сликар Алфонс Муха „Омладину” је представио једном од 20 слика свог чувеног циклуса Словенска епопеја. На слици су припадници покрета како полажу завет под липом, светим словенским дрветом, у чијим гранама пребива богиња, чиме жели да прикаже везу овог покрета са митском прошлошћу словенских народа. Интересантно је да два лика на слици представљају Мухиног сина Јиржија (испред, десно) и кћер Јарославу (испред, лево); тиме као да је хтео да каже да ће и његово потомство наставити завет, на добробит Чеха и свих Словена.